# 엔드 오브 디 어스
《엔드 오브 디 어스》(영어: Afflicted)는 2013년 공개된 캐나다의 공포 영화이다.

## 출연

### 주연
- 데렉 리
- 클리프 프라우즈

### 조연
- 마이클 길
- 잭 그레이
- 그렉 오
- 브라이언 카나노프-존스
- 샤린 로이어
- 타샤 텔레스

## 기타
- 협력프로듀서: 앤디 레빈
- 조감독: 데이브 T. 놀
- 사운드슈퍼바이저: 브로디 랫소이
- 미술: 코트니 스톡스태드
- 분장팀: 레아 커프
- 분장팀: 마이클 닉키포렉
- 배역: 카라 아이드
- 프로덕션매니저: 이반 라이텍